# Revolution Deathsquad
"Revolution Deathsquad" pjesma je britanskog power metal sastava DragonForce. Pjesma je objavljena kao treći i konačni singl s trećeg studijskog albuma sastava Inhuman Rampage. Osim power metala, pjesma sadrži i elemente thrash metala. Prvi put je objavljena na MySpaceu krajem 2006. godine. Glazbeni spot bio je u planu, no nikad nije napravljen.
Pjesma je dostupna za skidanje u videoigri Guitar Hero: Legends of Rock, zajedno s "Through the Fire and Flames" i "Operation Ground and Pound".
Jedna je od najžešćih pjesama sastava, s vrištajućim vokalima u pozadini, sa solo dionicom na klavijaturama, ekstremnim zvukom gitare, i moćnim i jakim glavnim vokalima ZP Thearta.

## Tekst
Tekst pjesme bazira na anđelima i demonima u epskoj bitki. Iako je ovo česta tema tekstova sastava, ovaj put je tekst više sklon zloj strani rata, ali pričanoj od strane anđela.

## Zasluge
DragonForce
- ZP Theart – glavni vokali
- Herman Li – gitara, prateći vokali
- Sam Totman – gitara, prateći vokali
- Vadim Pruzhanov – klavijature, klavir, prateći vokali
- Dave Mackintosh – bubnjevi, prateći vokali
- Adrian Lambert – bas-gitara

Gostujući glazbenici
- Clive Nolan – prateći vokali
- Lindsay Dawson – prateći vokali, vrišteći vokali

Ostalo osoblje
- Karl Groom – miksanje, inženjer zvuka
- Eberhard Köhler – mastering
- Chie Kimoto, Daniel Bérard – ilustracije
- Marisa Jacobi – grafički dizajn
- Axel Jusseit – studijska fotografija
- Julie Brown, Johan Eriksson – fotografije uživo